# جيم روشي
جيم روشي (بالإنجليزية: Jim Roach)‏ هو كاتب أغاني ومنتج أسطوانات وملحن أمريكي، ولد في 28 أكتوبر 1977.

## وصلات خارجية
- جيم روشي على موقع ميوزك برينز (الإنجليزية)
- جيم روشي على موقع أول ميوزيك (الإنجليزية)
- جيم روشي على موقع ديسكوغز (الإنجليزية)